# Legio XIX
La Legio XIX (litt : XIXe légion)  fut l’une des trois légions romaines (XVII, XVIII et XIX) décimées lors du désastre de la Forêt de Teutobourg. Elle n’est guère mentionnée dans les sources et les informations que nous avons à son sujet sont surtout de nature épigraphique.
Le surnom (cognomen) de la légion, si elle en avait un, ne nous est pas connu, pas plus que son emblème.

## Histoire de la légion

Le Rhin et les fortifications romaines vers 70 apr. J.-C

Durant la guerre civile qui opposa Jules César à Pompée en 49-48 av. J.-C., tous deux commandèrent des légions portant le numéro XIX mais on ignore ce qu’il advint de ces légions. Celle de César pourrait avoir été l’une des quatre mises sous les ordres du général Curion pour s’emparer de la Sicile où Pompée menaçait d’interrompre l’approvisionnement en blé de Rome. La chose faite, César envoya Curion reprendre l’Afrique alors aux mains des Républicains. Prenant avec lui deux des quatre légions (dont la XIXe ?) Curion fut défait en aout 49 av. J.-C. par Juba Ier, alliés aux pompéiens, et ses légions annihilées,.
Par la suite et lors du conflit opposant Octave (le futur empereur Auguste) à Marc Antoine, ce dernier fit frapper des pièces de monnaie en l’honneur d’une légion XIX Classica (c.a.d. appartenant à une flotte maritime).
Il est plus probable que la Legio XIX qui se retrouvera à Teutobourg ait été levée en 41 ou 40 av. J.-C. par Octave après la bataille de Philippes (sept-oct 42 av. J.-C.) qui vit la défaite définitive des républicains. Auguste se tourna alors contre Sextus Pompée, fils du grand Pompée, qui avait réussi à rassembler une importante flotte et à s'emparer de la Corse-Sardaigne et de la Sicile en 41 av. J.-C., menaçant à nouveau l’approvisionnement en blé de Rome. Les premiers légionnaires de la XIXe légion furent probablement des rescapés des armées de Brutus et de Cassius ; les autres légionnaires venaient probablement d’Étrurie, car en 30 av. J.-C. des vétérans de la légion furent installés près de Pise.
Il est possible, mais non établi, qu’après la bataille d’Actium en 31 av. J.-C. qui vit la victoire définitive d’Octave sur Marc Antoine, la Legio XIX ait été stationnée en Aquitaine. Par la suite, elle serait passée sur le Haut Rhin. Son commandant à ce moment était déjà P. Quinctilius Varus.
La légion participa vraisemblablement aux campagnes de Drusus et de Tibère pour la conquête de la Rhétie en 15 av. J.-C comme le suggère une pièce de catapulte découverte à Döttenbichl (près d’Oberamergau en Bavière). À la fin des années 1960 trois remorques militaires furent trouvées dans le camp nouvellement fouillé de Dangstetten (Bade-Wurtemberg) sur le Haut Rhin qui démontre la présence de cette légion (ou du moins de certaines de ses unités) à cet endroit. D’autres découvertes archéologiques provenant d’Augsbourg (Bavière en Allemagne) et de Mont Terri (Suisse) y sont probablement reliées. Le cas échéant, ceci remettrait en question la participation de l’ensemble de cette légion aux campagnes de Drusus et de Tibère (12 – 7 av. J.-C.) à l’intérieur de la Germanie, quoique la participation de détachements de la légion ne puisse être exclue.

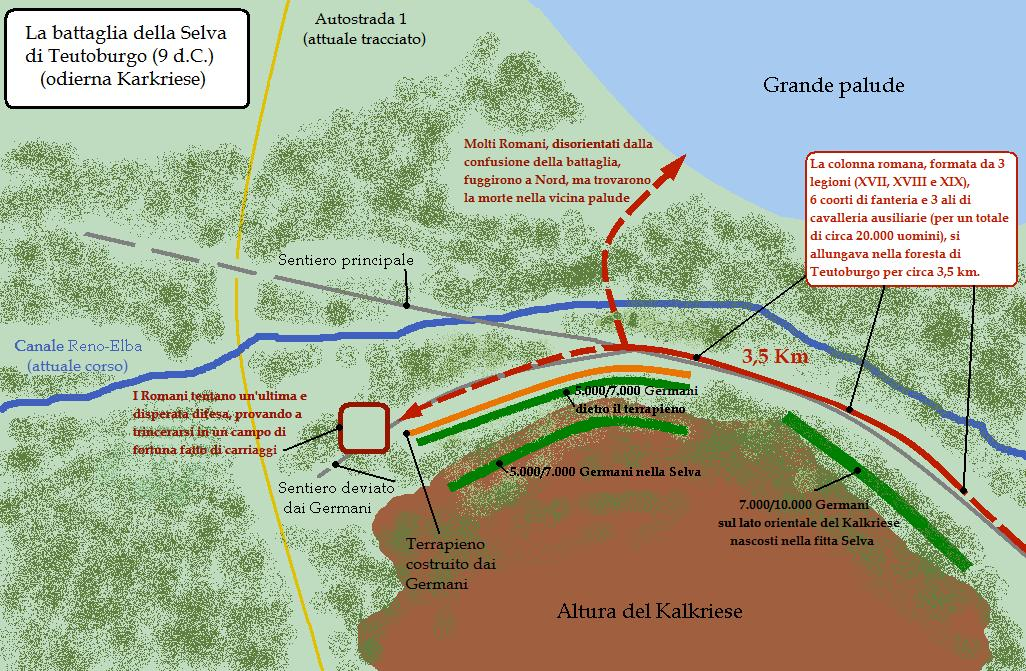
Carte illustrant la défaite de Varus dans la Forêt de Teutobourg

Au cours des années 8-7 av. J.-C., Tibère se rendit de nouveau en Germanie. La légion le suivit et fut peut-être stationnée initialement à Cologne et à Neuss (Rhénanie-du-Nord-Westphalie en Allemagne) et, ensuite, probablement à Oberaden et, certainement, à Haltern où a été découvert un lingot de plomb de 64 kilo portant la marque « LXIX (= Legio XIX) », ce qui constitue la première preuve archéologique démontrant que l’une des trois légions de Varus se trouvait bien dans la région située entre le Rhin et l’Elbe.
En 6 apr. J.-C. Tibère mit sur pied un plan de campagne visant à s’emparer de la partie méridionale de la Germanie ainsi que de la Bohême pour faire du Rhin et de l’Elbe la nouvelle frontière de l’empire. Conçue comme une « manœuvre en tenaille », cette opération devait permettre à Tibère de mener au moins huit légions dont la Legio XIX contre le roi des Marcomans, Maroboduus, en Bohême pendant que cinq autres légions suivraient le cours de l’Elbe ; c’eût été l’opération la plus grandiose menée par des légions romaines. Toutefois la grande révolte illyrienne de 6 à 9 apr. J.-C. réunissant Dalmates et Pannoniens, vint entraver ces projets et forcer Tibère à reconnaitre Maroboduus comme roi des Marcomans.
Trois ans furent nécessaires pour réprimer la grande révolte illyrienne. Pendant ce temps, la légion demeura sous le commandement de Varus. Parmi les tribus germaniques alliées de Rome se trouvaient les Chérusques dirigés par Caius Julius Arminius. Enlevé et éduqué à Rome, il avait été fait citoyen romain et appartenait à l’ordre équestre. Bien que faisant partie des conseillers du gouverneur, Arminius, alors âgé de vingt-cinq ans, avait réussi à former une alliance regroupant Chérusques, Marses, Chattes et Bructères pour chasser les Romains. À l'automne de l'an 9 apr. J.-C., Varus se trouvait en territoire germanique à la tête des XVIIe, XVIIIe et XIXe légions ainsi que trois ailes de cavalerie et six cohortes de troupes auxiliaires, soit au total environ 20 000 à 25 000 hommes. Sur le chemin du retour il se détourna de son itinéraire pour venir en aide à une tribu réclamant son aide. Négligeant les avis de Ségestes, roi des Chattes, lui conseillant de se méfier d’Arminius, Varus voulait retourner à Vetera en suivant la rivière Lippe. Il se retrouva alors dans une contrée à peu près inconnue constituée de forêts, de marais et de broussailles et où les routes encombrées de colonnes de civils accompagnés de chariots et d'animaux ralentissaient l'avance de son armée, contrée que l’on identifie aujourd’hui comme étant la passe de Kalkriese. Dans une bande de terre étroite, longue de six kilomètres et de un de large les auxiliaires germaniques quittèrent les Romains soi-disant pour aller chercher des renforts. C’est là que les attendaient les forces d’Arminius : sous une pluie battante, les combats durèrent trois jours au terme desquels les trois légions furent anéanties. Quelques légionnaires, parvenant à percer les lignes ennemies, purent se réfugier dans le camp romain proche d'Aliso. D'autres furent soit capturés, soit exterminés et les trois aigles emblématiques des légions capturées ; Varus se suicida. À la suite de cette bataille, tous les camps romains de la rive droite du Rhin furent pris par les Germains, à l'exception d'Aliso qui résista jusqu'à une sortie des survivants vers Castra Vetera,. L’aigle de la Legio XIX fut repris des Bructères par le commandant Lucius Stertinius lors de la campagne de Germanicus de 14-16 apr. J.-C.
L’empereur Auguste fut tellement traumatisé par la perte de ces trois légions, que pendant des mois, on le vit dans son palais, gémissant et se frappant la tête contre les murs en répétant : « Quintili Vare, legiones redde! »(Quintillus Varus, rends-moi mes légions ! ». Le désastre de Teutobourg jeta un vent de panique à Rome où l’on crut que les Germains s’apprêtaient à envahir la Gaule. Auguste réorganisa donc les armées du Rhin pour faire du fleuve un obstacle militaire majeur. Deux armées en assurèrent la défense : sur le cours supérieur du Rhin, on construisit Vindonissa (Winsdisch) pour la XIIIe légion Gemina et Mogontiacum (Mayence) pour la IIe Augusta et peut-être la XIIIe Gemina ; sur le Rhin inférieur on établit près de Colonia Agrippinensium (Cologne) la XXe Valeria, alors que la XXIe Rapax et la Ve Alaudae occupèrent Castra Vetera (Xanten). À cela s’ajoutait une flotte, la classis Germanica, qui surveillait les deux rives du fleuve.
Toutefois, les légions XVII, XVIII et XIX ne furent pas reconstituées et, comme le voulait la coutume pour les légions perdues, leurs numéros d’ordre retirés.